# Ám ảnh tích trữ
Ám ảnh tích trữ (tiếng Anh: compulsive hoarding) là một rối loạn tâm thần có đặc trưng là hành vi tích trữ một cách quá mức những vật ít giá trị hoặc thậm chí hoàn toàn vô giá trị (như giấy vụn, vỏ lon bia, quần áo cũ…), đồng thời vì điều này mà người bệnh bị ảnh hưởng nghiêm trọng đến các sinh hoạt cơ bản như di chuyển, nấu ăn, vệ sinh cá nhân, ngủ... Căn bệnh được cho là có mối liên hệ với một số bệnh tinh thần khác như rối loạn ám ảnh cưỡng chế và rối loạn nhân cách ám ảnh cưỡng chế. Theo ước tính ám ảnh tích trữ ảnh hưởng đến khoảng 700.000 đến 1,4 triệu người Mỹ .

## Phân biệt
Ám ảnh tích trữ khác với sưu tập đúng mức, chúng ta biết những người sưu tập tem, tranh, nhạc phẩm…Ở họ hành vi sưu tập không làm suy giảm chất lượng cuộc sống, ngược lại đó lại là một thú vui và do vậy chúng có ích. Nhưng dù sao cũng phải thấy ở một số khác sưu tập trở nên bất thường, chẳng hạn sở hữu hàng chục ngàn đầu sách mà hầu như không đọc chúng, việc mua về và tìm kiếm chỉ phục vụ cho mục tiêu duy nhất là sở hữu nó mà không phải là thưởng thức thì nguy cơ có bệnh cần được xem xét. Ám ảnh tích trữ không chỉ giới hạn trong đồ vật, một số người còn hướng mục tiêu của mình đến vật nuôi như chó, mèo, chim...mà tên gọi chuyên môn là ám ảnh sở hữu động vật (Animal hoarding), chẳng hạn như cô Barbara Erickson có đến 552 con chó.